# Pieve di Sant'Andrea (Stignano)
La Pieve di Sant'Andrea è un edificio religioso situato a Stignano, nel comune di Buggiano, provincia di Pistoia, regione Toscana, diocesi di Pescia. È stata sede parrocchiale fino al 1986, poi accorpata alla parrocchia di Borgo a Buggiano.
Nell'antichità, sicuramente fino al XII secolo, era una filiale della pieve di Pescia.

## Descrizione
Fu costruita all'inizio dell'XI secolo in stile romanico, ma successivamente fu invertita di orientamento e rimaneggiata. Il tozzo campanile è alleggerito da grandi monofore e bifore.  Il portale principale a timpano è seicentesco. Su un lato, la cosiddetta porta del morto, oggi otturata, dalla quale si conducevano i defunti al cimitero. 
L'interno, ad una sola navata, fu modificato nel XVI secolo e poi nel Settecento e conserva affreschi frammentari del XIV secolo (Sant'Antonio e una Santa). Fra le opere, la Vergine in trono col Bambino tra i santi Andrea e Giovanni Battista (XVI secolo), attribuita a Bernardino del Signoraccio, la Resurrezione di Cristo tra i santi Antonio da Padova, Maria Maddalena, Caterina d'Alessandria e Giacomo di Francesco Curradi e due tavole nella stessa cornice raffiguranti in alto una Natività tra i santi Lucia e Gerolamo attribuita alla scuola del Giotto e sotto una Strage degli innocenti di scuola fiorentina del XV secolo. Il fonte battesimale è in marmo bianco, il coperchio ligneo è datato 1613. L'acquasantiera a pila in marmo è del 1540.
Nella sua opera del 1772 Descrizione delle pitture, sculture et architetture della città e sobborghi di Pescia Innocenzo Ansaldi documenta la presenza di una Madonna del Rosario opera del pittore trentino Giacomo Tais.